# Paxton Whitehead
Francis Edward Paxton Whitehead (East Malling and Larkfield, 17 ottobre 1937 – Arlington, 16 giugno 2023) è stato un attore britannico.
A 17 anni si iscrisse alla Webber Douglas Academy of Dramatic Art di Londra, dalla quale uscì due anni dopo per iniziare subito la sua carriera nel 1956.
Si è sposato due volte: la prima nel 1971 con l'attrice Patricia Gage; la seconda nel 1987 con Katherine Jane Robertson dalla quale ha avuto due figli, Charles e Sarah.

## Filmografia parziale

### Cinema
- A scuola con papà (Back to School), regia di Alan Metter (1986)
- Fantasma per amore (My Boyfriend's Back), regia di Bob Balaban (1993)
- Kate & Leopold, regia di James Mangold (2001)

### Televisione
- La signora in giallo (Murder, She Wrote) - serie TV, episodio 6x03 (1989)
- Mezzanotte e un minuto (12:01), regia di Jack Sholder - film TV (1993)
- Friends - serie TV, 2 episodi (1998)
- West Wing - Tutti gli uomini del Presidente (The West Wing) - serie TV, episodio 2x10 (2000)
- Desperate Housewives - serie TV, 1 episodio (2007)

## Doppiatori italiani
Nelle versioni in italiano delle opere in cui ha recitato, Paxton Whitehead è stato doppiato da:
- Luca Biagini ne A scuola con papà[2]
- Paolo Lombardi in Kate & Leopold[3]
- Sandro Iovino in Mezzanotte e un minuto
- Nino Prester in Friends
- Carlo Baccarini in Desperate Housewives